# 徐熙 (高丽)
徐熙（：／ Seo Hui，942年—998年），小字廉允。本貫利川，高丽外交家。內議令徐弼之子。

## 生平
性嚴恪。高丽光宗十一年（959年）擢甲科超授廣評員外郞。累遷內議侍郞。二十三年（971年）访问宋朝。宋太祖授他檢校兵部尚書。高丽成宗二年（982年）由佐丞拜兵官御事從幸西京。因諫成宗游玩，賜鞍馬。後改內史侍郞。
993年，契丹南下入侵高丽。在逢山郡契丹要求高丽投降。面对契丹的大举入侵，高丽宫廷惊恐。成宗欲逃。高丽时任中军使徐熙前去与契丹萧逊宁谈判。徐熙阐述高丽继承高句丽，并承诺向契丹称臣纳贡，断绝与宋朝关系，但是女真阻碍高丽向契丹纳贡的道路，高丽要求得到鸭绿江南部土地，并出兵打击鸭绿江以南的女真势力，契丹主动撤兵并把鸭绿江以南的土地让给高丽。高丽随后在此建立了江东六州新城镇。
徐熙曾经扈驾到海州，高丽成宗想进徐熙帐中，徐熙道：“臣之幕非至尊所当临。” 又命进酒道：“臣之酒不堪献也。” 成宗只好坐在帐外进御酒，共饮而罢。供宾令郑又玄上书议论时政，成宗问宰相：“又玄敢越职论事罪之何如？”皆曰：“惟命。” 徐熙道：“古者谏，无官越职何罪？臣以不才，谬居宰相，窃位素餐，使官卑者论政教得失，是臣之罪也。又玄论事甚切。宜加褒奖。” 成宗感悟，提拔郑又玄为监察御史，拜徐熙为太保内史令。
995年，徐熙在开国寺患病，成宗亲自探病，布施为他祈命。次年，徐熙病还未好，成宗对有司说：“熙年虽未及致仕，以疾病未得侍朝，宜给致仕禄。”
高丽穆宗元年（998年），徐熙病死，谥号章威。高丽显宗十八年（1029年），配享成宗庙庭。高丽德宗二年（1033年），加赠太师。